# Liste der Naturdenkmale in Schorndorf
| Naturdenkmale | Anzahl |
| ------------- | ------ |
| FND           | 42     |
| END           | 22     |
| Gesamt        | 64     |

Die Liste der Naturdenkmale in Schorndorf nennt die verordneten Naturdenkmale (ND) der im baden-württembergischen Rems-Murr-Kreis liegenden Stadt Schorndorf. In Schorndorf gibt es insgesamt 64 als Naturdenkmal geschützte Objekte, davon 42 flächenhafte Naturdenkmale (FND) und 22 Einzelgebilde-Naturdenkmal (END).
Stand: 29. Oktober 2016.

## Einzelgebilde (END)
| Name                            | Bild | Kennung     | Einzelheiten | Position | Fläche Hektar | Datum         |
| ------------------------------- | ---- | ----------- | ------------ | -------- | ------------- | ------------- |
| Baumgruppe                      | BW   | 81190670010 | Schorndorf   | ⊙        | 0,0           | 31. Dez. 1986 |
| Bergahorn                       | BW   | 81190670042 | Schorndorf   | ⊙        | 0,0           | 23. Aug. 1979 |
| Doppelbuche                     | BW   | 81190670016 | Schorndorf   | ⊙        | 0,0           | 31. Dez. 1986 |
| Edelkastanie                    | BW   | 81190670027 | Schorndorf   | ⊙        | 0,0           | 31. Dez. 1986 |
| Eiche beim Königstein           | BW   | 81190670038 | Schorndorf   | ⊙        | 0,0           | 23. Aug. 1979 |
| Eiche                           | BW   | 81190670011 | Schorndorf   | ⊙        | 0,0           | 31. Dez. 1986 |
| Eiche                           | BW   | 81190670031 | Schorndorf   | ⊙        | 0,0           | 23. Aug. 1979 |
| Eiche                           | BW   | 81190670032 | Schorndorf   | ⊙        | 0,0           | 23. Aug. 1979 |
| Eiche                           | BW   | 81190670037 | Schorndorf   | ⊙        | 0,0           | 23. Aug. 1979 |
| Eiche                           | BW   | 81190670059 | Schorndorf   | ⊙        | 0,0           | 13. Nov. 1992 |
| Kaisereiche                     |      | 81190670048 | Schorndorf   | ⊙        | 0,0           | 23. Aug. 1979 |
| Linde                           | BW   | 81190670017 | Schorndorf   | ⊙        | 0,0           | 31. Dez. 1986 |
| Mordbuche                       | BW   | 81190670050 | Schorndorf   | ⊙        | 0,0           | 23. Aug. 1979 |
| Schwarzpappel                   |      | 81190670033 | Schorndorf   | ⊙        | 0,0           | 23. Aug. 1979 |
| Wellingtonien beim Forstbrunnen | BW   | 81190670039 | Schorndorf   | ⊙        | 0,0           | 23. Aug. 1979 |
| Winterlinde                     | BW   | 81190670041 | Schorndorf   | ⊙        | 0,0           | 23. Aug. 1979 |
| Zwei Eichen im Gewann Hornrain  | BW   | 81190670058 | Schorndorf   | ⊙        | 0,0           | 13. Nov. 1992 |
| 2 Bergahorne                    | BW   | 81190670043 | Schorndorf   | ⊙        | 0,0           | 23. Aug. 1979 |
| 2 Linden am Friedhofseingang    | BW   | 81190670029 | Schorndorf   | ⊙        | 0,0           | 13. Nov. 1992 |
| 4 Apfelbäume                    | BW   | 81190670007 | Schorndorf   | ⊙        | 0,0           | 31. Dez. 1986 |
| 8 Eichen                        | BW   | 81190670049 | Schorndorf   | ⊙        | 0,0           | 23. Aug. 1979 |
| Legende für Naturdenkmal        |      |             |              |          |               |               |

## Ehemalige Naturdenkmale
| Name                                | Bild | Kennung     | Einzelheiten                                           | Position | Fläche Hektar | Datum         |
| ----------------------------------- | ---- | ----------- | ------------------------------------------------------ | -------- | ------------- | ------------- |
| Gehölz bei der Kleingärtnersiedlung |      |             | Schorndorf Flurstück 2192                              | ???      | 0,0           | 23. Aug. 1979 |
| Rehfeldsee                          |      |             | Schorndorf In Naturschutzgebiet Rehfeldsee aufgegangen | ⊙        | 0,0           | 23. Aug. 1979 |
| Linde bei der Kirche                |      | 81190670035 | Schorndorf Notfällung 2018                             | ⊙        | 0,0           | 23. Aug. 1979 |
| Legende für Naturdenkmal            |      |             |                                                        |          |               |               |